# Adenostemma
Genre
Adenostemma est un genre de plante à fleurs de la famille des Asteraceae.

## Liste d'espèces
Selon ITIS (14 févr. 2012) :
- Adenostemma berteroi DC.
- Adenostemma lanceolatum Miq.
- Adenostemma verbesina (L.) Sch. Bip.
- Adenostemma viscosum J.R. Forst. & G. Forst.